# Гостиничная почта
Гостиничная почта, или отельная почта, — почтовая служба, организованная отдалёнными альпийскими (швейцарскими и австрийскими) и некоторыми другими отелями для доставки почтовых отправлений до ближайшего государственного почтового отделения. Для оплаты пересылки корреспонденции использовались марки отельной почты.

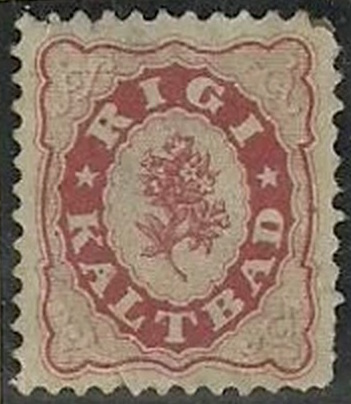
Первая в мире марка отельной почты: гостиница «Риги Кальтбад», Швейцария (1864)

## Ранние гостиничные почты Швейцарии

### Зарождение и распространение отельной почты
В XIX веке в Швейцарии большое развитие получила индустрия туризма. Туристы наслаждались чистым альпийским воздухом и спа в отелях, построенных в отдалённых уголках в горах, которые не обслуживались швейцарским почтовым ведомством, особенно в зимнее время. Некоторые из таких гостиниц предлагали постояльцам услугу доставки корреспонденции в ближайшее почтовое отделение за плату, которая взималась путём приобретения специально напечатанной марки. Для дальнейшей пересылки государственной почтой требовалось дополнительное франкирование почтовыми марками.
Первую марку отельной почты выпустил в 1864 году отель «Риги Кальтбад» (Rigi Kaltbad). Его примеру последовали гостиницы «Риги Шейдек» (Rigi Scheideck), «Белальп» (Belalp), «Курорт Стоос» (Kurort Stoos), «Мадеранерталь» (Maderanerthal) и «Риги Кульм» (Rigi Kulm).

### Последнее использование в Швейцарии
Потребность в отельной почте отпала по мере развития сети швейцарских железных дорог и введения нормальной почтовой связи. С 20 сентября 1883 года швейцарское правительство запретило деятельность всех отельных почт.

## Применение в других странах
Марки отельной почты выпускались гостиницами в ряде других государств, а именно: в Австрии, Венгрии, Египте, Лихтенштейне, Румынии, Сингапуре, Японии.

### Австрия
В Австрии марки отельной почты выпускались для гостиниц «Кессельфаль-Альпенхаус» (Kesselfall-Alpenhaus) и «Мозербоден» (Moserboden) в период 1927—1938 годов и «Качбергхёэ» (Katschberghöhe) в 1933—1938 годах.

### Венгрия
В Венгрии гостиничные марки выпускались на карпатских курортах отелями «Курхаус ауф дер Хоэн Ринне» (Kurhaus auf der Hohen Rinne) с 1895 по 1926 год, «Магура» (Magura) в 1903—1911 годах и «Бистра» (Bistra) в 1909—1912 годах. После окончания Первой мировой войны территория, где находились эти курорты, отошла к Румынии.

### Египет
В Египте к изданию гостиничных марок приобщилась гостиница «Шепердз Отель» (Shepherd’s Hotel) в Каире.

### Лихтенштейн
Марки отельной почты выпускала одна гостиница в районе горы Кульми в Лихтенштейне.

### Сингапур
В Сингапуре марки отельной почты выпускала гостиница «Раффлз Отель» (Raffles Hotel).

### Япония
В Японии такие марки использовал отель «Империал» (The Imperial Hotel) в Токио.

## Классификация и коллекционирование
Марки отельной почты считаются либо марками местной (локальной) почты, либо непочтовыми марками. В филателии марки отельной почты представляют собой специальную область коллекционирования.